# Потапов, Михаил Михайлович (математик)
Михаи́л Миха́йлович Пота́пов (род. 1953) — математик, доктор физико-математических наук, профессор факультета ВМК МГУ.

## Биография
Окончил с золотой медалью среднюю школу № 2 в городе Балашихе (1970). Окончил с отличием факультет ВМК МГУ (1975) и аспирантуру факультета ВМК МГУ (1978).
Защитил диссертацию «Разностная аппроксимация экстремальных и максимальных задач для некоторых классов управляемых гиперболических систем» на степень кандидата физико-математических наук (1978).
Защитил диссертацию «Устойчивый метод решения линейных уравнений с некомпактными операторами и его приложения к задачам управления и наблюдения» на степень доктора физико-математических наук (2009).
Работает на факультете ВМК МГУ с 1978 года на кафедрах вычислительной математики, математической физики, оптимального управления в должностях ассистента (1978—1982), старшего преподавателя (1982—1987), доцента (1987—2010), профессора (с 2010).
Заслуженный преподаватель МГУ (2006).
Член американского математического общества.
Область научных интересов: методы решения задач оптимизации, операторных уравнений, задач управления и наблюдения, методы регуляризации. Основные труды: «Обобщённый метод моментов в задачах оптимального управления» (1989), учебные пособия «Основы метода динамической регуляризации» (соавт., 1999), «Приближённое решение двойственных задач управления и наблюдения» (соавт., 2010), «Методы оптимизации» (2016). Автор 15 книг и 59 научных статей. Подготовил 4-х кандидатов наук.

## Из библиографии
- Аппроксимация экстремальных задач в математической физике (гиперболические уравнения) / Потапов М. М. Москва: изд-во МГУ, 1985. 63 с.
- Обобщённый метод моментов в задачах оптимального управления / Ф. П. Васильев, А. З. Ишмухаметов, М. М. Потапов. — М. : Изд-во МГУ, 1989. — 142,[1] с.; 22 см; ISBN 5-211-00339-X
- Основы метода динамической регуляризации : Учеб. пособие для студентов вузов, обучающихся по специальности «Прикладная математика» / Ю. С. Осипов, Ф. П. Васильев, М. М. Потапов. — М. : Изд-во Моск. ун-та, 1999. — 236; 22 см; ISBN 5-211-04085-6
- Приближенное решение двойственных задач управления и наблюдения / Васильев Ф. П., Куржанский М. А., Потапов М. М., Разгулин А. В. Москва: МГУ, Макс Пресс, 2010. ISBN 978-5-89407-418-4, 384 с.
- Методы оптимизации / Васильев Ф. П., Потапов М. М., Будак Б. А., Артемьева Л. А. Москва: Юрайт, 2016. ISBN 978-5-9916-6157-7, 375 с.
- Также ряд книг со списком и разбором вступительных задач в МГУ (за разные годы).